# 王沛芳
王沛芳，河海大学教授、博士生导师，长江学者奖励计划特聘教授，中国国家杰出青年基金获得者。研究方向为水资源保护、水环境污染控制和生态修复理论与技术。获中国国家自然科学奖二等奖、国家技术发明奖二等奖等多个国家级奖项。担任国际水协会青年协会副主席，美国地球物理联盟会员，国际水协会会员等职务。